# Markéta Vondroušová
Markéta Šimková (nascida Vondroušová em 28 de junho de 1999) é uma tenista profissional tcheca. Ela alcançou o 14º lugar no ranking mundial pela Women's Tennis Association (WTA). Vondroušová foi vice-campeã no Aberto da França de 2019, onde se tornou a primeira adolescente finalista do Grand Slam desde Ana Ivanovic, em 2007. Em Julho de 2023 tornou-se na 1ª mulher não cabeça de chave a vencer o torneio de simples de Wimbledon, vencendo assim apenas o seu segundo torneio WTA e logo na grama sagrada de Wimbledon.
Ela ganhou títulos de simples em quatro finais no WTA Tour e uma medalha de prata nas Olimpíadas de Tóquio em 2021.
Vondroušová é ex-número 1 júnior do mundo, tendo conquistado dois títulos de duplas do Grand Slam. Ela teve uma rápida participação no WTA Tour, vencendo o Ladies Open Biel Bienne de 2017 aos 17 anos em apenas seu segundo evento individual WTA na carreira. Este título a ajudou a chegar ao top 100 do ranking WTA antes de completar 18 anos na 67ª posição no final do ano. Vondroušová lutou contra lesões no início de sua carreira, principalmente perdendo a segunda metade da temporada de 2019, logo após ter sido eliminada na primeira rodada de Wimbledon.
Seu golpe característico é o "drop shot". Ela é uma das melhores devolvedoras de saque do WTA Tour, tendo liderado o tour em porcentagem de games e pontos recebendo o saque vencidos em 2019 entre todos os jogadores com pelo menos dez partidas.

## Início da vida e antecedentes
Markéta Vondroušová nasceu em 28 de junho de 1999, filha de David Vondrouš e Jindriška Anderlová em Sokolov, uma pequena cidade na República Tcheca perto da fronteira ocidental do país com a Alemanha. Seu pai a apresentou ao tênis aos quatro anos de idade, tendo praticado o esporte recreativamente. Sua mãe jogou vôlei pelo SK Slavia Praga na primeira divisão da Extraliga. Embora seus pais tenham se divorciado quando Vondroušová tinha três anos, sua mãe, seu pai e seu padrasto permaneceram em sua vida e apoiaram seu crescimento como tenista. Quando Vondroušová era jovem, ela experimentou uma variedade de esportes, incluindo esqui, futebol, tênis de mesa e floorball, destacando-se em todos eles. Ela começou a se concentrar no tênis desde cedo, entrando em um torneio nacional de minitênis na ilha Štvanice [en] em Praga em 2006. Nesse torneio, ela terminou em terceiro lugar e se classificou para um torneio internacional em Umag, na Croácia, onde perdeu na primeira rodada, mas venceu a chave de consolação aos oito anos de idade, competindo contra jogadoras de nove anos.
Após o torneio nacional em Štvanice, foi combinado para Vondroušová voltar e treinar lá. Nesse período, ela treinou cinco dias por semana, dois dos quais em Štvanice, a poucas horas de sua cidade natal. Ela teve outro grande sucesso internacional aos doze anos de idade, quando venceu o Nike Junior Tour International Masters nos Estados Unidos, considerado um campeonato mundial não oficial para menores de 12 anos. Aos 15 anos, mudou-se para Praga para treinar com mais regularidade na capital.
Vondroušová tem uma forte formação atlética por parte da família materna. Seu avô, František Frk, foi o campeão nacional da Tchecoslováquia no pentatlo em 1935.

## Carreira júnior
Vondroušová é ex-nº 1 mundial júnior. Ela fez sua estreia no ITF Junior Circuit aos 13 anos e venceu os eventos de simples e duplas em seu primeiro torneio, o Grau-5 San Michel International Tournament em Malta em abril de 2013. No final do ano, ela ganhou um título evento de simples de Grau-4 na Polônia, bem como um evento separado de duplas de Grau-2 na República Tcheca. Vondroušová fez sua estreia em torneios de Grau-1 com uma semifinal de simples em janeiro de 2014, que ela seguiu com uma derrota na segunda rodada em sua estreia nos torneios de Grau-A de nível mais alto em maio. Ela entrou em seus primeiros eventos juniores do Grand Slam em maio e teve sucesso imediato, chegando às semifinais no Aberto da França e em Wimbledon. Em ambos os torneios, ela perdeu para as eventuais campeãs Daria Kasatkina e Jelena Ostapenko, respectivamente. Vondroušová se saiu melhor em duplas no Aberto da França, terminando como vice-campeã para a equipe romena de Ioana Ducu [en] e Ioana Loredana Roșca [en] ao lado da americana CiCi Bellis no "tiebreak". Apesar de perder suas primeiras partidas de simples em seus dois últimos torneios de Grau-A do ano, o US Open e o Orange Bowl, Vondroušová terminou 2014 ganhando o título de duplas do Orange Bowl com Bellis.
Vondroušová continuou a ter mais sucesso em duplas em 2015, principalmente ganhando seus únicos dois títulos juniores de Grand Slam e três eventos de duplas Grau-A no total. Embora ela tenha perdido sua partida de abertura no Australian Open, ela ganhou o título de duplas com a compatriota Miriam Kolodziejová [en] sem perder um set. Vondroušová não jogou outro evento júnior até o final de maio, optando por jogar eventos no circuito profissional. Na volta, ela venceu as provas de simples e duplas do Trofeo Bonfiglio de Grau-A, novamente em parceria com Kolodziejová. Ela derrotou Charlotte Robillard-Millette [en] na final de simples para seu único título de simples de Grau-A na carreira. Com esses títulos, Vondroušová se tornou a júnior nº 1 do mundo pela primeira vez. Embora tenha perdido nas semifinais do Aberto da França pelo segundo ano consecutivo, ela conquistou o segundo título de duplas do Grand Slam com Kolodziejová, novamente sem perder um set. A semifinal foi seu melhor resultado de simples no Grand Slam do ano. Vondroušová e Kolodziejová conquistaram o quarto título consecutivo no torneio de Grau-1 Junior International Roehampton antes de sua sequência de 28 vitórias consecutivas chegar ao fim nas semifinais de Wimbledon, onde foram derrotadas pela dupla húngara de Dalma Gálfi e Fanny Stollár.
No final da temporada de 2015, Vondroušová representou a República Tcheca na Junior Fed Cup com Monika Kilnarová [en] e Anna Slováková [en]. Ela venceu todas as suas oito partidas e levou o time tcheco ao título com uma vitória por 2 a 1 sobre o time americano de Kayla Day e Claire Liu [en], na final. Vondroušová jogou apenas um torneio júnior em 2016, perdendo na terceira rodada em simples no Aberto da França.

## Carreira profissional

### 2014–17

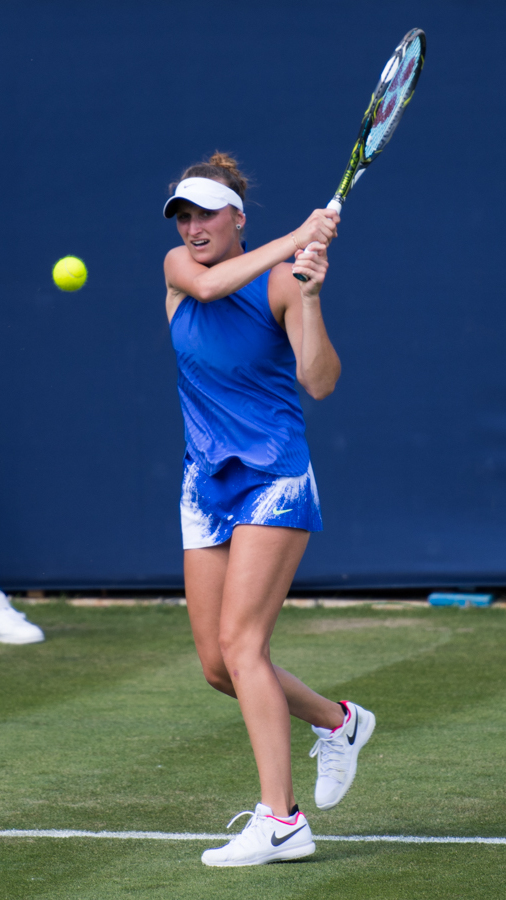
Vondroušová em 2017.

Vondroušová começou a jogar no Circuito Feminino da ITF em maio de 2014, aos 14 anos, e se classificou para seu primeiro sorteio principal no final do ano. Ela alcançou sua primeira final de simples no nível mais baixo de US$ 10.000 em março de 2015 em Sharm El Sheikh, onde venceu o evento de duplas para seu primeiro título profissional. Seu primeiro e segundo títulos de simples vieram em maio e junho, respectivamente. Vondroušová fez sua estreia em duplas na chave principal do WTA Tour em abril de 2015 no Aberto de Praga, perdendo sua partida de abertura ao lado de Katerina Vanková [en]. Ela fez sua estreia no WTA Tour no mesmo torneio um ano depois, vencendo sua primeira partida na carreira contra Océane Dodin antes de perder para a eventual vice-campeã Samantha Stosur. Vondroušová não participou de mais nenhum evento depois de maio de 2016 devido a uma lesão no cotovelo esquerdo.
Vondroušová voltou à turnê em janeiro de 2017 e venceu seus dois primeiros eventos de simples da ITF, seguidos por mais dois vice-campeonatos em seu terceiro e quinto eventos. Esse sucesso a ajudou a entrar no top 300 pela primeira vez no final de fevereiro.
No Ladies Open Biel Bienne em abril, Vondroušová teve seu primeiro grande avanço. Ela ganhou seu primeiro título do WTA Tour aos 17 anos, apenas em seu segundo evento individual da WTA. Depois de entrar na chave principal por meio da qualificatória, ela derrotou a cabeça-de-chave e número 18 do mundo, Barbora Strýcová, nas semifinais. Ela então derrotou Anett Kontaveit na final. Com o título, ela subiu para a 117ª posição no mundo. Tendo começado o torneio na posição 233, ela também foi a finalista com classificação mais baixa no WTA Tour desde Justine Henin em 2010. Vondroušová então ganhou um título de US$ 100k no Empire Slovak Open no Circuito ITF no mês seguinte para entrar no top 100 pela primeira vez. Isso também a tornou a jogadora mais jovem no top 100 da época.
Vondroušová fez sua estreia em torneios do Grand Slam no Aberto da França. Ela passou pela qualificatória e derrotou Amandine Hesse em sua primeira partida da chave principal antes de perder para Daria Kasatkina. Vondroušová foi aceita diretamente na chave principal em Wimbledon, perdendo sua partida de abertura. Mais tarde naquele mês, ela ganhou outro título da ITF, o Prague Open de US$ 80k, subindo para a 68ª posição no mundo. No entanto, ela perdeu novamente sua partida de abertura no US Open, apesar de levar a nº 8 Svetlana Kuznetsova para um "tiebreak" no terceiro set. Ela encerrou sua temporada depois de setembro.

### 2018–19

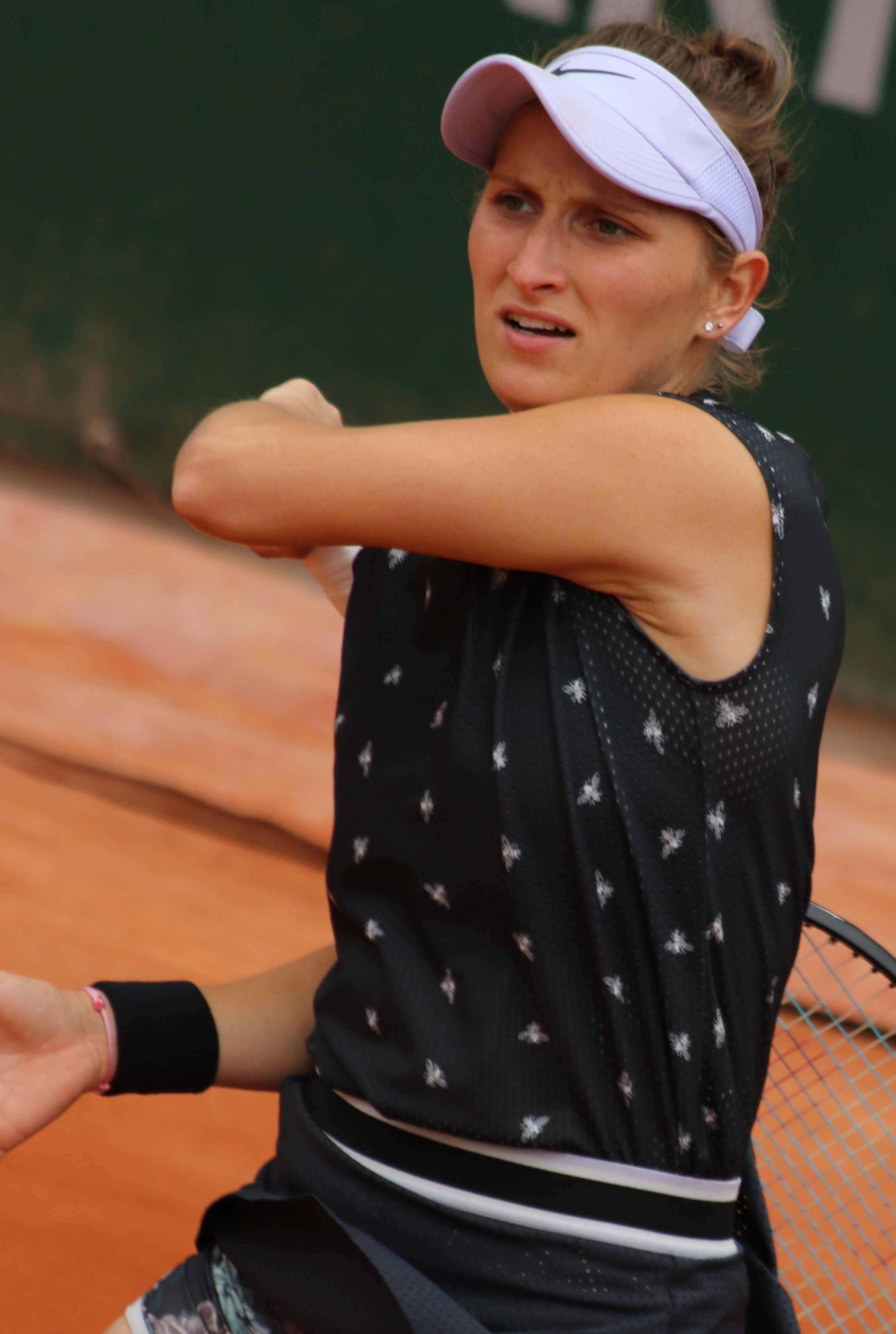
Vondroušová em Roland Garros, 2019.

Vondroušová teve um início lento na temporada de 2018, não vencendo várias partidas da chave principal em nenhum de seus primeiros cinco torneios do ano, incluindo o Australian Open. No entanto, ela continuou a subir na classificação para a posição 50, depois de chegar à quarta rodada no Indian Wells Open, onde derrotou a 11ª do ranking Johanna Konta na segunda rodada. Como Vondroušová não defendeu os pontos do ranking de seu primeiro título durante a temporada de saibro, seu ranking começou a cair. Ela venceu apenas duas partidas no saibro e perdeu a partida da primeira rodada no Aberto da França, fazendo com que ela ficasse fora do top 100. Ela também perdeu na primeira rodada em Wimbledon. Duas semanas depois, Vondroušová alcançou sua primeira semifinal do ano no Ladies Championship Gstaad. Mesmo assim, ela permaneceu fora do top 100 no final de agosto. Como a última aceitação direta na chave principal do US Open, Vondroušová produziu seu melhor resultado da temporada. Ela derrotou a nº 13 Kiki Bertens na terceira rodada em um tiebreak do terceiro set antes de perder em sua próxima partida. Este resultado a trouxe de volta ao número 71 do mundo. Pelo segundo ano consecutivo, ela terminou na 67ª posição, após encerrar sua temporada em setembro.
Vondroušová teve um forte início na temporada de 2019. Embora ela tenha perdido na segunda rodada do Australian Open em simples, ela chegou às semifinais em duplas com Barbora Strýcová, onde perderam uma partida apertada para Samantha Stosur e Zhang Shuai. Vondroušová então alcançou as quartas de final ou melhor em cada um de seus próximos seis eventos de simples. Esta sequência incluiu três participações em finais e começou com um vice-campeonato para a defensora do título Alison Van Uytvanck no Aberto da Hungria. No Indian Wells Open, Vondroušová derrotou a nº 2 Simona Halep, a adversária mais bem classificada que ela já havia derrotado. Com participações nas quartas de final lá e no Miami Open, ela voltou ao top 50 pela primeira vez em pouco mais de um ano. Vondroušová alcançou outra final na İstanbul Cup, onde perdeu para a nº 40, Petra Martic. Ela então derrotou Halep novamente durante as quartas de final no Aberto da Itália.
O melhor desempenho de Vondroušová na temporada veio no Aberto da França, onde ela chegou à final sem perder um set. Como jogadora não cabeça-de-chave, ela derrotou quatro cabeças-de-chave, incluindo a nº 12, Anastasija Sevastova, na quarta rodada, e a nº 26, Johanna Konta, nas semifinais. Ela também derrotou a No. 31 Martic nas quartas de final pela primeira vez, depois de perder todas as quatro partidas anteriores. Na final, ela perdeu para a No. 8, Ashleigh Barty, vencendo apenas quatro games. No entanto, ela se tornou a primeira adolescente a disputar a final do Aberto da França desde Ana Ivanovic em 2007 e a primeira a jogar uma final de Grand Slam desde Caroline Wozniacki no US Open de 2009. Ela também entrou no top 20 pela primeira vez. Apesar do sucesso, ela perdeu na primeira rodada em Wimbledon para Madison Brengle, sua última partida do ano. Depois de perder os próximos meses devido a uma lesão no pulso esquerdo sofrida durante a partida, Vondroušová foi operada em setembro e ficou de fora pelo resto da temporada. Ela alcançou a 14ª posição no ranking mundial durante a temporada e terminou o ano na 16ª posição.

### 2021
Em sua estreia no nível WTA 1000 em duplas no Aberto da Itália, Vondroušová e sua parceira Kristina Mladenovic chegaram à final, derrotando a dupla segunda cabeça-de-chave de Barbora Krejcíková e Katerina Siniaková nas quartas de final e a dupla "wild card" de Sara Errani e Irina-Camelia Begu nas semifinais. Elas perderam a final para a dupla alternativa e vencedores do nível WTA 1000 pela primeira vez, Giuliana Olmos e Sharon Fichman.
Nas Olimpíadas de Tóquio, Vondroušová venceu a 16ª cabeça-de-chave Kiki Bertens, na última partida de simples deste último na turnê, e Mihaela Buzarnescu para chegar à terceira rodada. Lá, ela derrotou a segunda cabeça-de-chave e favorita local, Naomi Osaka, vencendo-a em dois sets para avançar às quartas de final. Lá, ela venceu Paula Badosa (por desistência) para avançar para as semifinais, onde conquistou sua segunda vitória entre as dez primeiras no torneio ao vencer Elina Svitolina para chegar à final e garantir uma medalha. Ela perdeu para Belinda Bencic em três sets e ganhou a medalha de prata.

### 2022
Como cabeça-de-chave Nº 21 em Indian Wells, ela derrotou as não cabeças-de-chave Naomi Osaka e  Marie Bouzkova para chegar à quarta rodada pela terceira vez neste torneio.

### 2023

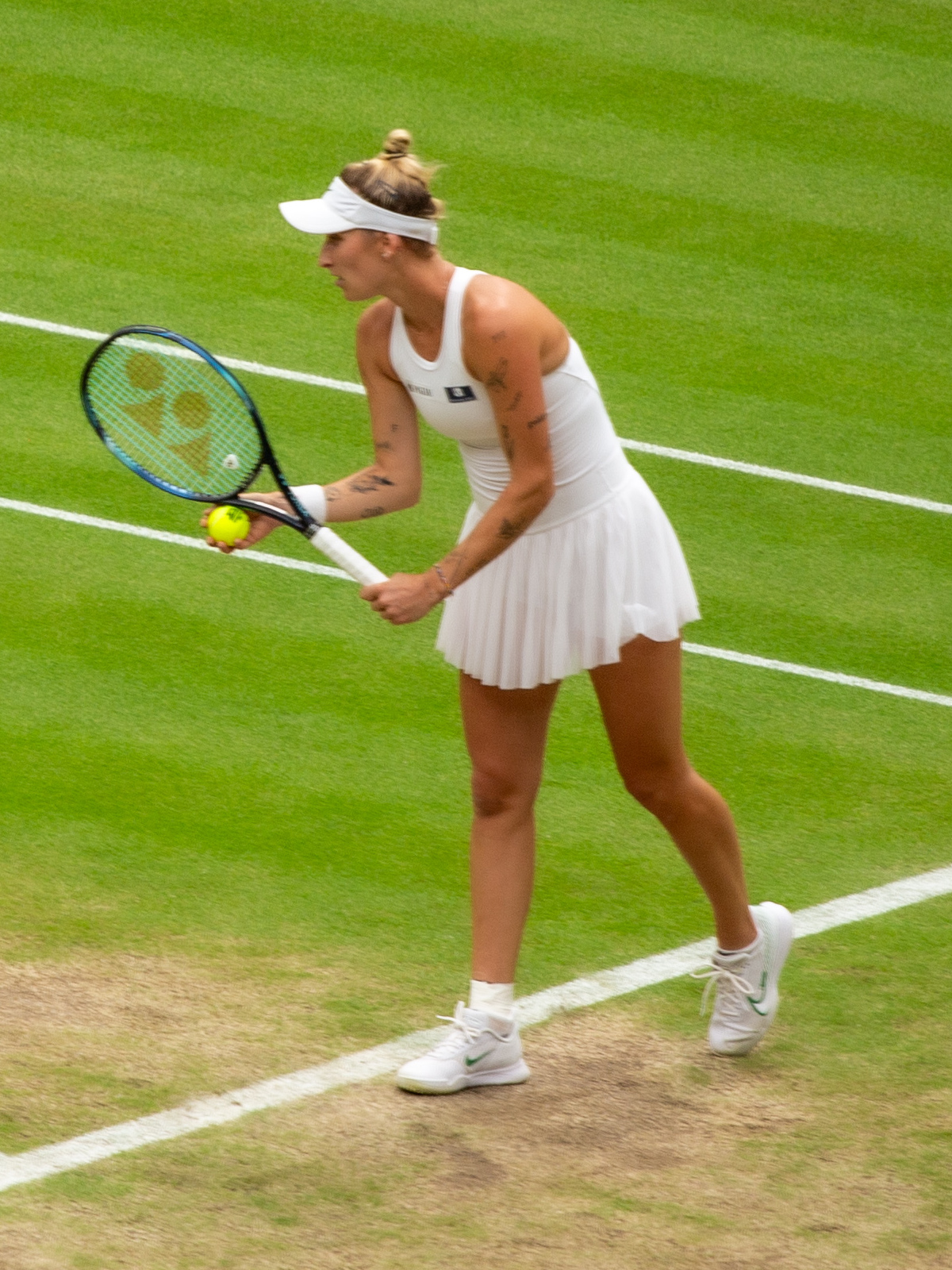
Vondroušová em Wimbledon, 2023.

Usando o ranking protegido, ela chegou à terceira rodada do Australian Open derrotando Alison Riske e a segunda cabeça-de-chave Ons Jabeur, e de Indian Wells derrotando Rebecca Marino e a 28ª cabeça-de-chave Marie Bouzková. No último, ela deu um passo adiante nas oitavas de final pela quarta vez neste torneio WTA 1000, derrotando novamente a quarta cabeça-de-chave Ons Jabeur. No Miami Open, ela alcançou a quarta rodada consecutiva do WTA 1000 e pela primeira vez desde 2021 neste torneio (tendo pulado a edição de 2022) derrotando Tatjana Maria, a 11ª cabeça-de-chave Veronika Kudermetova e a 17ª cabeça-de-chave Karolina Pliskova. Na quarta rodada, perdeu para Sorana Cîrstea em dois sets equilibrados.
A temporada de saibro teve início para Vondrousova em Madri, onde passou pela qualificatória derrotando Mirjam Björklund [en] e Taylor Townsend. Na chave principal, venceu  Marina Bassols Ribera na primeira rodada e perdeu para Magda Linette na segunda em um jogo de três sets. Em Roma entrou direto na chave principal devido ao ranking. Lá ela venceu Kaia Kanepi na primeira rodada, Bianca Andreescu na segunda e Maria Sakkari na terceira. Na quarta rodada perdeu para Elena Rybakina em dois sets. Em Roland Garros, Vondrousova venceu  Alycia Parks na primeira rodada e perdeu para Daria Kasatkina na segunda, ambos os jogos em dois sets.
Vondrousova começou a temporada de grama em Berlim, onde venceu Bianca Andreescu na primeira rodada e Jule Niemeier [en] na segunda, perdendo para Maria Sakkari na terceira. Em Wimbledon ela teve seu maior sucesso, venceu  Peyton Stearns na primeira rodada, Veronika Kudermetova na segunda e Donna Vekić na terceira. Nas oitavas de final, venceu Marie Bouzková e nas quartas venceu a cabeça de chave N° 4 Jessica Pegula em três sets. Classificada como N° 42 do mundo e sem patrocínio oficial para vestuário, na semifinal Vondrousova venceu Elina Svitolina em sets diretos e foi campeã vencendo a cabeça de chave N° 6 Ons Jabeur também em sets diretos, tornando-se a primeira mulher não cabeça de chave a vencer o Torneio de Wimbledon.
De volta às quadras duras na América do norte, Vondrousova chegou às oitavas de final em Montreal, onde perdeu para Coco Gauff em sets diretos, e às quartas de final em Cincinnati, onde perdeu para a número um do mundo, Iga Swiatek também em sets diretos. No US Open, ela também chegou às quartas de final, onde perdeu para Madison Keys, mais uma vez em sets diretos.
Depois de participar apenas do Aberto da China na temporada asiática, onde perdeu na primeira rodada para Anhelina Kalinina em jogo de três sets, Vondrousova partiu diretamente para o WTA Finals, onde como cabeça de chave número sete, não passou da chave de grupos com uma participação discreta: perdeu para Iga Świątek na primeira rodada em sets diretos, apesar de um primeiro set disputado decidido no "tiebreak". Na segunda rodada, perdeu para Ons Jabeur também em sets diretos, e na terceira, perdeu para Coco Gauff em jogo de três sets que sofreu várias interrupções devido às condições climáticas adversas.

### 2024
Vondrousova teve um início de temporada discreto. Participou com o Time da República Tcheca da United Cup, e dos dois jogos de simples que participou ela venceu um e perdeu outro. Em seguida, partiu direto para o Australian Open, no qual como "cabeça de chave" N° 7, foi eliminada por Dayana Yastremska em sets diretos na primeira rodada.
Prosseguindo sua campanha em quadras duras, agora no Oriente Médio, Vondrousova participou do Qatar Open, onde passou por Greet Minnen [en] na primeira rodada em jogo de três sets e perdeu para Anastasia Pavlyuchenkova na rodada seguinte em sets diretos. No Dubai Tennis Championships, venceu Peyton Stearns na primeira rodada em jogo de três sets, Liudmila Samsonova na segunda em sets diretos e perdeu nas quartas de final para Sorana Cirstea, em jogo de três sets. No giro americano, chegou à segunda rodada em Indian Wells onde foi obrigada a desistir antes da partida contra Marta Kostyuk por contusão.
Vondrousova iniciou a temporada em quadras de saibro no Porsche Tennis Grand Prix onde venceu Donna Vekic na primeira rodada em sets diretos, Anastasia Potapova na segunda também em sets diretos, a cabeça de chave N° 2 Aryna Sabalenka em jogo de três sets mas perdeu nas semifinais para Marta Kostyuk em sets diretos. No Aberto de Madri, ela venceu seu jogo de estreia contra Shelby Rogers em sets diretos, porém, na segunda rodada, foi surpreendida por Mirra Andreeva, perdendo a partida em sets diretos. Como cabeça de chave N° 6 no Aberto de Roma, ela venceu seu jogo de estreia contra Ana Bogdan em jogo de três sets, mas na rodada seguinte, perdeu para Sorana Cirstea em sets diretos. Já no Aberto da França, como cabeça de chave N° 5, venceu Rebeka Masarova [en], na primeira rodada em sets diretos, venceu a vinda da qualificatória,  Katie Volynets, na segunda, em jogo de três sets e venceu a "wild card" local, Chloé Paquet, na terceira, mais uma vez em sets diretos. Nas oitavas de final, venceu a vinda da qualificatória, Olga Danilović, novamente em sets diretos, chegando às quartas de final. Nas quartas de final, enfrentou a cabeça de chave N° 1, Iga Świątek, jogo que acabou perdendo em contundentes sets diretos.
Vondrousova começou a temporada em quadras de grama no Berlin Open, no qual venceu a vinda da qualificatória, Rebeka Masarova [en], na primeira rodada em sets diretos, mas foi forçada a se retirar no primeiro set do jogo da segunda rodada contra Anna Kalinskaya. Em seguida, participou do Torneio de Wimbledon, no qual, como cabeça de chave N° 6, perdeu para Jéssica Bouzas Maneiro [en], na primeira rodada, em sets diretos.

## Representação nacional

### Fed Cup
Depois de vencer a Junior Fed Cup em 2015, Vondroušova fez sua estreia na Fed Cup pela República Tcheca em 2017, na semifinal do Grupo Mundial contra os Estados Unidos. Ela perdeu sua primeira partida contra CoCo Vandeweghe, mas se recuperou para derrotar Lauren Davis e estabelecer um jogo de dupla decisivo. A equipe tcheca perdeu a partida de duplas e foi eliminada. Vondroušova voltou a jogar repescagem do Grupo Mundial em 2019 da seleção tcheca no Grupo Mundial contra o Canadá. Ela venceu duas das três primeiras partidas de simples, com a República Tcheca vencendo a disputa para mantê-la no Grupo Mundial em 2020.

### Olimpíadas
Ela também representou seu país nas Olimpíadas de 2020, onde obteve uma vitória marcante (6–1, 6–4) sobre a favorita da casa, Naomi Osaka, na terceira rodada da competição. Ela chegou à final derrotando Paula Badosa (por desistência) nas quartas de final e a quarta cabeça-de-chave Elina Svitolina nas semifinais marcando a primeira final olímpica de simples da República Tcheca. Ela perdeu para Belinda Bencic em três sets e foi premiada com a medalha de prata.

## Estilo de jogo
O golpe característico de Vondroušová é o drop shot. Em geral, ela tem um estilo de jogo técnico e emprega uma grande variedade de golpes. Ela desenvolveu esse tipo de estilo de jogo ao trabalhar com um de seus primeiros treinadores, Jan Fuchs, que jogava da mesma maneira. Seu jogo geralmente inclui rallies longos e estratégicos nos quais ela faz uso de seu forehand topspin canhoto. Além de usar drop shots, Vondroušová descreveu seu estilo de jogo como: "Estou apenas tentando jogar agressivamente e talvez, tipo, misturar os pontos, e só quero sacar bem e me mover bem". Sua superfície favorita é o saibro, a superfície em que ela cresceu jogando. Ela também gosta de quadras duras por causa de seu estilo de jogo. Vondroušová se destaca mais em seus games recebendo do que nos de saque. Em 2019, ela liderou o WTA Tour em pontos de primeiro saque conquistados na recepção entre jogadores com pelo menos dez partidas, ganhando 43,4 por cento desses pontos. Ela também foi a primeira em porcentagem de games de retorno ganhos e porcentagem de pontos de retorno ganhos no geral.

## Treinadores
Como júnior, Vondroušová foi treinada por Jan Fuchs antes dos 12 anos de idade. Seu padrasto Tomáš Anderle, que é treinador de hóquei, atuou como seu preparador físico. Mais tarde, ela foi treinada por Zdenek Kubík por três anos. Em 2015, ela substituiu Kubík por Jirí Hrebec e Dušan Karol. Hrebec é um ex-jogador profissional tcheco que alcançou o 25º lugar no ranking mundial no ATP Tour. Vondroušová trocou de treinador de Hrebec para Martin Fassati em abril de 2018. Depois de uma falta de sucesso com Fassati, ela trocou de treinador novamente alguns meses depois para Jan Hernych, outro ex-jogador profissional tcheco da ATP. Mais tarde, ela também voltou a trabalhar com Hrebec. Hernych é seu único treinador itinerante, já que Hrebec não viaja para torneios.

## Finais

### Simples
| Status | V–D | Data           | Torneio                      | País/cidade | Piso           | Oponente            | Resultado     |
| ------ | --- | -------------- | ---------------------------- | ----------- | -------------- | ------------------- | ------------- |
| perdeu | 1–3 | 08/06/2019     | Torneio de Roland Garros     | Paris       | saibro         | Ashleigh Barty      | 1–6, 3–6      |
| perdeu | 1–2 | abril/2019     | TEB BNP Paribas Istanbul Cup | Istambul    | saibro         | Petra Martic        | 6–1, 4–6, 1–6 |
| perdeu | 1–1 | fevereiro/2019 | Hungarian Ladies Open        | Budapeste   | duro (coberto) | Alison Van Uytvanck | 6–1, 5–7, 2–6 |
| venceu | 1–0 | abril/2017     | Ladies Open Biel Bienne      | Bienna      | duro (coberto) | Anett Kontaveit     | 6–4, 7–66     |

### Duplas juvenis em Grand Slam
| Status | Ano  | Torneio                  | Piso   | Parceira            | Oponente                           | Resultado        |
| ------ | ---- | ------------------------ | ------ | ------------------- | ---------------------------------- | ---------------- |
| venceu | 2015 | Torneio de Roland Garros | saibro | Miriam Kolodziejová | Caroline Dolehide Katerina Stewart | 6–0, 6–3         |
| venceu | 2015 | Australian Open          | duro   | Miriam Kolodziejová | Katharina Hobgarski Greet Minnen   | 7–5, 6–4         |
| perdeu | 2014 | Torneio de Roland Garros | saibro | Catherine Bellis    | Ioana Ducu Ioana Loredana Ro?ca    | 1–6, 7–5, [9–11] |